# 75555 Wonaszek
75555 Wonaszek este un asteroid din centura principală de asteroizi.

## Descriere
75555 Wonaszek este un asteroid din centura principală de asteroizi. A fost descoperit pe 31 decembrie 1999 la Piszkesteto de Krisztián Sárneczky și László L. Kiss. Asteroidul prezintă o orbită caracterizată de o semiaxă mare de 2,47 ua, o excentricitate de 0,09 și o înclinație de 6,4° în raport cu ecliptica.